# 阿洛韋 (紐約州)
阿洛韋（英語：Alloway）是位於美國紐約州韋恩縣的非建制地區。

## 歷史
阿洛韋的郵局於1827年設立，其後於1900年停運。

## 地理
阿洛韋所處的海拔為高於海平面133米（即436英呎），而該地所採用的時區為UTC-5，即北美东部时区（EST）。同時該地設有夏令時間，為UTC-5調快一小時，即UTC-4（EDT）。